# 109e division d'infanterie (Empire allemand)
La 109e division d'infanterie est une unité de l'armée allemande créée en 1915 qui participe à la Première Guerre mondiale qui combat sur le front de l'est jusqu'en novembre 1916. Elle est ensuite engagée dans la campagne contre la Roumanie puis occupe un secteur du front le long de la Siret jusqu'en mars 1918.
Transférée sur le front de l'ouest en mars 1918, la division occupe des positions nouvellement conquises dans la Somme. Elle est engagée dans l'opération Michael, puis organise un secteur du terrain conquis. En août, la division est engagée dans la bataille de Picardie où elle est sérieusement ébranlée. Elle est ensuite retirée du front, avant d'être dissoute en septembre 1918.

## Première Guerre mondiale

### Composition

#### 1915
- 174e brigade d'infanterie

2e régiment de grenadiers
26e régiment d'infanterie de réserve
376e régiment d'infanterie
- 227e régiment d'artillerie de campagne

#### 1916
- 174e brigade d'infanterie

2e régiment de grenadiers
26e régiment d'infanterie de réserve
376e régiment d'infanterie
4e bataillon du 57e régiment de Landwehr
- 98e régiment de cavalerie
- 227e régiment d'artillerie de campagne

#### 1917
- 174e brigade d'infanterie

2e régiment de grenadiers
26e régiment d'infanterie de réserve
376e régiment d'infanterie
- 5e escadron du 10e régiment de dragons
- 109e commandement d'artillerie divisionnaire

227e régiment d'artillerie de campagne (9 batteries)
- 109e bataillon de pionniers

#### 1918
- 174e brigade d'infanterie

2e régiment de grenadiers
26e régiment d'infanterie de réserve
376e régiment d'infanterie
- 2e et 5e escadron du 10e régiment de dragons
- 109e commandement d'artillerie divisionnaire

227e régiment d'artillerie de campagne
2e bataillon du 290e régiment d'artillerie à pied
- 218e bataillon de pionniers

### Historique
La 109e division d'infanterie est composée du 2e régiment de grenadiers issu de la 3e division d'infanterie, du 26e régiment d'infanterie de réserve issu de la 6e division de réserve et du 2e régiment d'infanterie d'ersatz renommé 376e régiment d'infanterie.

#### 1915 - 1916
- mai 1915 - octobre 1916 : occupation et organisation d'un secteur du front vers Jēkabpils et Līvāni.
- 26 octobre - 1er novembre : retrait du front, transport par V.F. sur le front roumain.
- 2 - 9 novembre : combats à la frontière avec la Roumanie.
- 10 - 14 novembre : bataille dans la région de Szurduk en Transylvanie.
- 15 - 30 novembre : combats dans la région de Târgu Jiu, puis progression le long de l'Olt.
- 1er - 5 décembre : engagée dans la bataille de l'Argeș[1].
- 5 - 8 décembre : poursuite des troupes roumaines après la bataille de l'Argeş.

6 décembre : prise de Bucarest.
- 9 - 20 décembre : poursuite des troupes roumaines vers la Ialomița, la Prahova et Buzău.
- 21 - 27 décembre : engagée dans la bataille de Râmnicu Sărat[1].
- 28 décembre 1916 - 4 janvier 1917 : poursuite des troupes roumaines après la bataille de Râmnicu Sărat.

#### 1917
- 4 - 8 janvier : engagée dans la bataille de Putna.
- 8 janvier - 21 juillet : organisation et occupation d'un secteur du front dans la région de Putna et de la rivière Siret.
- 22 - 25 juillet : combats défensifs le long de la Siret.
- 26 juillet - 9 décembre : organisation et occupation d'un secteur dans la région de Siret et de Susita.
- 10 décembre 1917 - 11 mars 1918 : cessez-le-feu sur le front roumain, la division occupe ses positions.

#### 1918
- 12 - 15 mars : retrait du front, transport par V.F. sur le front de l'ouest.
- 16 mars - 5 avril : repos et instruction, mise en réserve de l'OHL.
- 6 - 19 avril : engagée dans l'opération Michael.
- 20 avril - 8 août : relève de la 19e division d'infanterie à l'ouest de Hangard puis occupation du secteur[1].
- 8 - 10 août : engagée dans la bataille de Picardie, la division déplore la perte de 1 544 hommes faits prisonniers.
- 10 - 20 août : retrait du front, mouvement dans la région de Trélon. La division est ensuite dissoute, le 26e régiment de réserve est transféré à la 119e division d'infanterie, le 2e régiment de grenadiers est transféré à la 3e division de réserve et le 376e régiment d'infanterie est transféré à la 1re division d'infanterie[1].

## Chefs de corps
| Grade           | Nom                | Date                             |
| --------------- | ------------------ | -------------------------------- |
| Generalleutnant | Horst von Oetinger | 4 octobre 1915 - 23 janvier 1917 |
| Generalmajor    | Georg Schaer       | 24 janvier - 9 juillet 1917      |
| Generalmajor    | Karl von Behr      | 10 juillet 1917 - 24 août 1918   |